# Пятитактный двигатель
Пятитактный двигатель — двигатель, снабжённый «цилиндрами пятого такта», служащими для дополнительного расширения выхлопных газов, совершающих при этом работу. Преследует те же цели, что двигатель Аткинсона и двигатель Миллера. Запатентован Шенхардом Шмитцем в 2000 году.
На каждые два обычных цилиндра приходится по одному «цилиндру пятого такта». Коленвал имеет такую форму, что обычные поршни движутся синфазно, а дополнительный — противофазно им обоим. ГРМ устроен таким образом, что в обычных цилиндрах сжатие и выпуск чередуются. Таким образом, при каждом движении обычного поршня вверх дополнительный поршень движется вниз, и, более того, в одном либо другом обычном цилиндре производится выпуск.
Выпускные клапаны обычных цилиндров ведут в этот дополнительный (также ещё называемый «наращивающий») цилиндр, который имеет больший рабочий объём, нежели обычный. Таким образом, выпуск фактически является перепуском, перемещающим газы в больший цилиндр, что ведёт к их расширению, совершающему дополнительную работу. Преимущество такого решения состоит в том, что «цилиндр пятого такта», в отличие от системы Аткинсона-Миллера, никогда не работает с полным давлением газов, а работает только с пост-расширением газов, совершивших основную работу в обычном цилиндре. Это позволяет значительно облегчить его без потери запаса прочности и моторесурса.
Также возможно (недавно анонсировано не только для четырёхтактных, для которых и ранее было известно, но и для пятитактных) дополнительное охлаждение основных цилиндров впрыском воды. В этом случае родственным пятитактному двигателю также становится шеститактный двигатель Баюласа.

## Внешние ссылки
- Принцип работы пятитактного двигателя.